# I. Nitókrisz
I. Nitókrisz (egyiptomi nyelven Neithiqret, más néven III. Sepenupet, uralkodói neve: Nebetnoferumut; ? – i. e. 585) ókori egyiptomi papnő, Ámon isteni felesége a XXVI. dinasztia idején. Több mint hetven évig töltötte be ezt a pozíciót.

## Élete
Apja I. Pszammetik, a XXVI. dinasztia első fáraója, aki véget vetett Egyiptom asszír megszállásának. Anyja Mehitenweszhet királyné. Két testvére ismert, II. Nékó fáraó és Meritneith hercegnő. Pszammetik a szaiszi uralkodócsaládból származott és eredetileg az asszírok oldalán állt apjával, I. Nékóval – akit később az egyiptomiak megöltek –, mikor azonban az asszírok hatalma gyengülni kezdett, Pszammetik kiűzte őket, és újraegyesítette Egyiptomot.
I. e. 656 márciusában, uralkodásának kilencedik évében Pszammetik hadiflottát indított Thébába, ezzel az előző uralkodócsalád utolsó bástyáját is megszerezte, és a hatalmon lévő II. Sepenupettel – aki a XXV. dinasztia hercegnője és Ámon isteni felesége volt – örökbe fogadtatta Nitókriszt. Az erről fennmaradt dokumentum az ún. Örökbefogadási sztélé. A szövegben Pszammetik kijelenti, hogy nem kívánja kisemmizni a Sepenupet eredeti örökösének tekintett Amenirdiszt, hanem Nitókriszt Amenirdisz örökösének szánja, de nincs bizonyíték arra, hogy Amenirdisz végül uralkodott volna. Nitókrisz tizenhat nap utazás után érkezett meg Thébába, ahol Sepenupet örökbe fogadta. Utazása előtt Nitókrisz számos birtokot kapott apjától hét felső-egyiptomi és négy alsó-egyiptomi nomoszban, emellett Pszammetik rendelkezett a havi bevételéről is, melyet a papságtól kell kapnia.
Nitókriszt ábrázolják apjával és örökbefogadó anyjával a Vádi Gaszuszban; Padihorresznet háznagy sírjában Sepenupettel és Amenirdisszel – itt a címekből úgy tűnik, Nitókrisz követte II. Sepenupetet, átugorva II. Amenirdiszt –, illetve saját háznagya, Pabasza sírjában (TT279), ahol a két nőalak melletti felirat valószínűleg úgy értelmezendő, hogy „Nitókrisz, Sepenupet lánya” és „Sepenupet, Amenirdisz lánya”. Utóbbinál a Sepenupet I. Nitókrisz második nevére, a (III.) Sepenupetre utalhat.
Nitókrisz hetven éven át, Uahibré uralkodásának 4. évéig töltötte be pozícióját. Uralkodása alatt sokat építkezett Karnakban, Luxorban és Abüdoszban. Idős korában örökbe fogadta unokaöccsének, II. Pszammetiknek a leányát, Uahibré testvérét, Anhnesznoferibrét, aki követte Ámon isteni feleségeként. Lehetséges, hogy korábban is volt egy örököse, Sepenupet, aki hamarabb meghalt; őt Pedihorresznet sírjában ábrázolják. Nitókriszt a Medinet Habu-i templomkomplexumban temették el vér szerinti anyjával és II. Sepenupettel együtt, szarkofágja – melyet a ptolemaida korban újrahasználtak Dejr el-Medinában – ma a kairói Egyiptomi Múzeumban található.